# Abdel Latif
Abdel Latif, Abdul Latif ali Abd al Latif (tatarsko Ğäbdellatíf) je bil v letih 1496 do 1502 kan Kazanskega kanata, * okoli 1475, † 19. november 1517, Moskva, Rusko carstvo.
Bil je najmlajši sin Ibrahima in Nur Sultan. Ko je oče leta 1479 umrl, se je njegova mati poročila s krimskim kanom Menglijem I. Gerajem in se preselila v Krimski kanat. Okoli leta 1490 je Mengli I. Geraj poslal Abdela v službo v Moskvo, kjer je dobil  v upravljanje mesto Zvenigorod. Njegov brat Mohamed Amin je vladal v Kaširi. Vladanje v obeh mestih je za oba brata pomenilo veliko čast, ker so v njih vladali običajno sinovi moskovskih velikih knezov. 
Leta 1495 je kazansko plemstvo izvedlo državni udar proti moskovsko usmerjenemu kanu Mohamedu Aminu in ustoličilo kana Mamuka. Mamuk je kmalu izgubil zaupanje plemstva, zato so ga odstavili in za njegovega naslednika izbrali  Abdela Latifa. Moskva je njihov izbor odobrila.
Leta 1497 so ponovno poskušali na kazanski prestol pripeljati sibirsko dinastijo, vendar poskus ni uspel. 
Abdel Latif je odrasel v Krimskem kanatu, ki je imel tesnejše vezi z Osmanskim cesarstvom kot z Moskvo. Ko je odrasel, je začel izvajati bolj neodvisno politiko in zato postal nesprejemljiv za frakcijo, ki ga je pripeljala na prestol.  Leta 1501 je skupina kazanskih plemičev na čelu z Kol (Kel) Ahmedom obiskala Moskvo, januarja 1502 pa je prišla v Kazan ruska delegacija. Abdel Latifa so odstavili, zastraženega odpeljali v Moskvo in zatem izgnali v Beloozero (sedanji Belozersk, Rusija). Njegovo mesto je ponovno zasedel Mohamed Amin. 
Abdel Latif je živel v izgnanstvu najmanj do leta 1511, ko ga je obiskala mati.

## Sklic
1. ↑  Kołodziejczyk, Dariusz (2011). The Crimean Khanate and Poland-Lithuania: International Diplomacy on the European Periphery (15th-18th Century. A Study of Peace Treaties Followed by Annotated Documents. Leiden: Brill. str. 29. ISBN 9789004191907.

| Abdel Latif Rojen: okoli 1475 Umrl: 19. november 1517 |                                 |                         |
| Vladarski nazivi                                      |                                 |                         |
| Predhodnik: Mamuk                                     | Kan Kazanskega kanata 1496–1502 | Naslednik: Mohamed Amin |